# Ostend (huyện)
Huyện Ostend (tiếng Hà Lan: Arrondissement Oostende; tiếng Pháp: Arrondissement d'Ostende) là một trong tám huyện hành chính ở tỉnh Tây Flanders, Bỉ.
Huyện hành chính Ostend bao gồm các đô thị sau:
- Bredene
- De Haan
- Gistel
- Ichtegem
- Middelkerke
- Ostend
- Oudenburg